# Universidad Estatal de Minnesota
Minnesota Universidad Estatal (MSU o MNSU), también sabido cuando Estado de Minnesota, es una universidad comprensible pública localizada en Mankato, Minnesota. La universidad sienta atop el risco del valle de Río de Tierra Azul, aproximadamente 75 millas (121 km) suroeste de Mineápolis-St. Paul. Establecido en ley como la Segunda Escuela Normal Estatal en 1860, él oficialmente abierto como Mankato Escuela Normal en 1868 y es el segundo miembro más viejo de la Minnesota Universidades y Universidades Estatales Sistema. Es también el secord universidad pública más grande en el estado, y ha encima 116,000 alumni en todo el mundo. Es el más comprensible de las siete universidades y está referido a como el flagship de la Minnesota Universidades y Universidades Estatales sistema. Es una parte importante de la economía de Del sur-Minnesota Central cuando añade más de $452 millones a la economía de Minnesota anualmente.
Minnesota ofertas Estatales 130 undergraduate programas de estudio, 75 programas de licenciado y 4 doctoral programas. El alumnado está servido por 750 facultad de dedicación exclusiva los miembros que crean un 21:1 estudiantil a proporción de facultad. Además del campus principal, opera dos campus de satélite: uno en el suburbio de Ciudades del Gemelo de Edina y el otro en Owatonna. A través de la Universidad de Extendió Aprender proporciona bachelor grados en el Normandale Centro de Sociedad y programa en línea a través de un campus en línea.

## Historia

### Años tempranos
La Legislatura Estatal reconoció la necesidad para un centro de educación en Minnesota del sur por 1858. En 1860 autorice el desarrollo de una escuela normal corrida estatal y Mankato estuvo seleccionado para el sitio. A través de los esfuerzos de abogado local/legislador estatal Daniel Buck, la Ciudad nuevamente formada de Mankato dio $5,000 y levantado $5,000 en vínculos para el fundando de la segunda escuela normal estatal, Mankato Escuela Normal. Las primeras clases estuvieron aguantadas en 1868 con un enrollment de 27 estudiantes. La misión original de la institución era para entrenar y educar profesores para escuelas rurales en Minnesota del sur. Durante este periodo temprano, Mankato la escuela Normal proporcionó certificados educativos y una mayoría de estudiantes era mujeres. En relación con este foco en la educación de las mujeres, Mankato la escuela Normal está notada como la primera universidad pública en los Estados Unidos para ser al mando de una mujer, suffragette Julia Sears, en 1872. Controversially Julia Sears estuvo contratado, entonces posteriormente demoted y finalmente contrató. El alumnado y algunos residentes estuvieron trastornados en este y una protesta estuvo aguantada. Esto devenía sabido como el Sears Rebelión qué durado hasta Sears dejó la escuela para un professorship en Peabody Escuela Normal.

### Universidad de Profesores estatales
Por 1921, la escuela había crecido significativamente al punto que lo empezó para ofrecer 4 año bachelor grados. Como resultado, esté rebautizado el Mankato Universidad de Profesores Estatales. Enrollment Entonces metido durante Segunda Guerra Mundial y el universitario refocused sus programas de extensión encima proporcionando educación a miembros de la Administración de Progreso de los Trabajos y Cuerpo Naval.

### Expansión de Segunda Guerra Mundial de correo rápida
Durante el periodo de Segunda Guerra Mundial del correo, estudiante enrollment expandió mucho. Los edificios universitarios originales eran entonces localizados en qué era sabido como el Campus de Valle. Esté localizado geográficamente abajo el cerro en más bajo Mankato. La medida y huella del Campus de Valle no podría sostener el espacial necesitado para manejar el creciendo cuerpo estudiantil. Por el tardío @1950s trabajo empezó encima construyendo un enteramente campus nuevo , moderno atop el risco de valle del río. Esto devenía el Campus De montaña . Una escuela experimental nueva llamó la Escuela de Campus del Wilson estuvo construida en el Campus De montaña para investigar y aplicar métodos de enseñanza nueva.

### Transición a universidad comprensible
Por 1957, la misión de la institución había ampliado a comprensible 4-año educación universitaria, la legislatura estatal cambió el nombre del universitario a Mankato Universidad Estatal. Los años siguientes vieron adicionales enrollment crecimiento. El Wilson Campus era finalmente vendido a un desarrollador privado y el Campus De montaña crecieron en medida. Por el 1960 es la institución había crecido tan rápido y tan grande que había una factura creado en la Legislatura Estatal para designarlo la Universidad de Minnesota Del sur y más tarde una factura por Mike Representativo McGuire lo habría rebautizado Minnesota Universidad Estatal. Estos estuvieron propuestos mucho tiempo antes del Entrenador de espectáculo televisivo popular (serie de televisión) aireó. Esté propuesto para ser un segundo e independiente estatal universitario igual en estatura a la Universidad de Minnesota a la vez cuándo había sólo uno investiga institución. Había oposición significativa de la Universidad de Minnesota y de Gobernador Karl Rolvaag en el tiempo.
En 1975, el universitario exitosamente hizo el caso a transición a estado comprensible y estuvo rebautizado a Mankato Universidad Estatal. Este cambio reflejó un más lejano 40% crecimiento en el cuerpo estudiantil a 12,000 estudiantes por 1972. Siguiendo este periodo era un movimiento hacia creciente el número de los programas disponibles que incluyen ciencia, tecnología, ingeniería, ciencias de salud y otros. La universidad devenía más comprensible en su programmatic ofrendas.

### Cambio a Minnesota Universidad Estatal
En 1995, las siete universidades estatales estuvieron transferidas al nuevamente creó Minnesota Universidades y Universidades Estatales sistema por la legislatura estatal. Poco después esto, la Universidad estuvo rebautizada Minnesota Universidad Estatal, Mankato en 1998 en reconocimiento de su contribución significativa al sistema de educación más alta del estado. Este cambio de nombre era también pretendido para ampliar reconocimiento de la universidad en el Midwest región. Prisa de Richard del #dr., entonces el Presidente de la Universidad hubo famously declarado sobre el cambio de nombre que: "Nuestro objetivo es para hacer este Universitario la otra universidad pública grande en Minnesota", este marcado un cambio significativo en dirección en la historia de la institución, uno aquello más tarde sería dado cuenta cuando luche para la autorización de ser capaz de otorgar doctoral grados. Sea durante este tiempo que la institución empezó para referir a él tan Estado de Minnesota.
- Mankato Escuela normal: 1868@–1921
- Mankato Universidad de Profesores estatales: 1921@–1957
- Mankato Universidad estatal: 1957@–1975
- Mankato Universidad estatal: 1975@–1998
- Minnesota Universidad Estatal, Mankato: 1998@–presente

- College of Allied Health and Nursing[28]
- College of Arts and Humanities[29]
- College of Business[30]
- College of Education[31]
- College of Science, Engineering and Technology[32]
- College of Social and Behavioral Sciences[33]
- College of Graduate Studies and Research[34]
- College of Extended Learning[35]

- The Center on Aging
- The Minnesota Center for Transportation Research
- The Center for Excellence in Scholarship and Research
- The Minnesota Center for Modeling and Simulation
- The Kessel Institute for Peace and Change
- The Minnesota Center for Engineering & Manufacturing Excellence
- The Minnesota Center for Rural Policy and Development
- Small Business Development Center
- Southern Minnesota Historical Center
- The Urban and Regional Studies Institute
- The Water Resources Center

## Academics
Minnesota Estatal Mankato actualmente ofrece 130 undergraduate programas de estudio, 13 preprofessional programas, y 75 programas de licenciado. La universidad proporciona una educación comprensible, cada undergraduate el programa de estudio incluye requisitos generales para estudiantes para aprender matemática, escritura, diversidad cultural, discurso, tecnología de información y el entorno. Cuando parte de su educación de calidad, es también uno del superior produciendo universidades en el país de su tipo que participa en el Fulbright programa de Becario. Ha producido 8 premios Estudiantiles antiguamente 10 años y encima 37 Fulbright Becarios antiguamente 30 años.
También tiene un campus de aprendizaje en línea que ofertas tanto undergraduate y programas de licenciado de estudiar aquello puede ser completado plenamente en línea. El programa en línea de la universidad ranked 13.º en los Estados Unidos entre los programas universitarios en línea encima Guían a Escuelas En línea' 2013 On-line Universitarios Rankings.
Cada año encima 3,000 licenciado de alumnado de la universidad. En mediano encima 3,000 bachelors, 600 maestros, 50 especialista y 10 grados de doctorado están otorgados anuales durante commencements aquello ocurre en Primavera y Caída. El Centro de Desarrollo de Carrera de campus informa que 85% de los licenciados encuentran la ocupación en una área relacionó a su campo, y 90% de los licenciados estuvieron empleados o continuando su educación dentro 12 meses de graduación.

### Acreditación
La universidad está acreditada por 26 nacional acreditando agencias. Un shortlist de estos incluir acreditación por la Comisión de Aprendizaje más Alta de la Asociación Central Del norte de Universidades y Escuelas, Asociación americana de Mujeres Universitarias, Tablero americano de Ingeniería y Tecnología, Asociación para Adelantar Escuelas Colegiales de Empresariales, Comisión en Colegial Nursing Educación, y Consejo Nacional para Acreditación de Educación de Profesor.

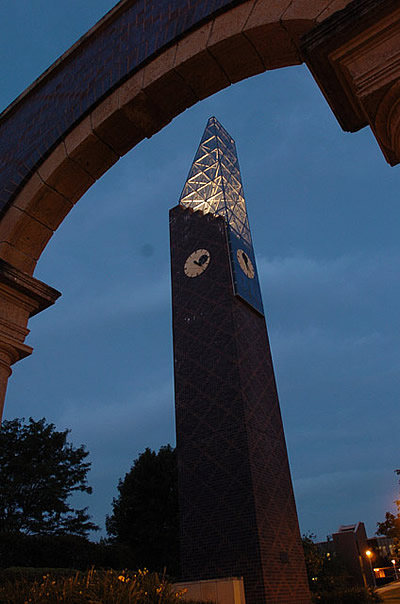
El Ostrander-posiciones de Campanario Conmemorativas Estudiantiles en el campus arboretum. Esté construido a través de donaciones de Lloyd B. Ostrander, un 1927 MSU licenciado, su mujer, Mildred, y de la Asociación Estudiantil. El Campanario estuvo completado en 1989.

- Aviación y Administración de Aeropuerto el programa es la aviación acreditada nacionalmente única programa en el Estado de Minnesota. Enrollment Ha crecido encima 60% sobre el últimos varios años. Estado de Minnesota tiene una función estratégica en proporcionar la formación para todo de los pilotos profesionales trainees en el Estado de Minnesota. Los licenciados son a menudo contratados para trabajar en estados cercanos como el programa también sirve las necesidades de la región.[44][45][46]
- Maestro de Programa de Artes en Psicología Industrial y Organizativa @– En la Sociedad para Psicología Industrial y Organizativa último rankings de programas de licenciado, el programa ranked primero en estudiantes' índices, quinto en recursos de programa, y 7.º en cultura de programa. El yo/O el departamento también corre su compañía de consultoría propia tituló El Grupo de Búsqueda de Efectividad Organizativo.[47]
- Maestro grado en Experiential Educación @– el grado del maestro en Experiential la educación es el programa de grado de licenciado más viejo en experiential educación en los Estados Unidos. Este programa era originalmente empezado en 1971, como aventura de junta entre el Universitario y Minnesota Outward Escuela Atada.[48]
- Doctor de Psicología en Psicología Escolar @– El Psy.D. El programa es NCATE acreditado, y, alumnado de trenes para lograr certificación para practicar psicólogos tan escolares o perseguir otro doctoral ocupación de nivel como enseñanza universitaria. El programa opera una clínica encima campus, y tiene una historia de proporcionar servicios de psicología escolar a primarios y alumnado escolar secundario en Belice.

## Enrollment
Minnesota Declara generalmente tiene un perfil estudiantil que consta de una sección de cruz de sociedad. Incluye un porcentaje grande de alumnado de dedicación exclusiva residencial. Actualmente atrae el segundo número más grande de incoming Minnesota freshman cada año. Para el pasado varios años (2013@–2016), la institución tiene rodar admisiones con un índice de aceptación de 65.5%, y la media aceptó gamas de puntuación de ACTO estudiantiles de 20@–25.

## Campus de Minnesota Universidad Estatal

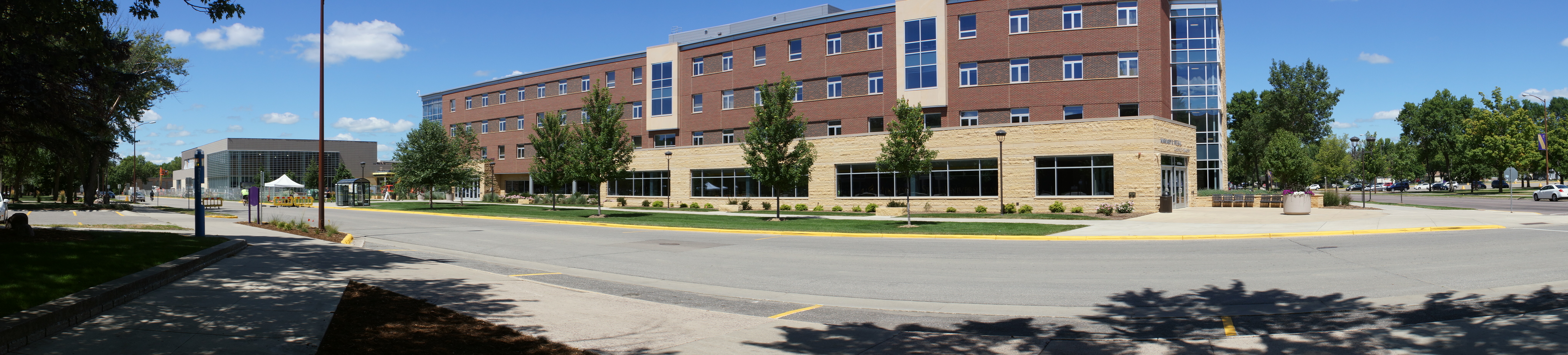
Preska Sala de residencia y el nuevamente construyó Cenar Sala al del oeste

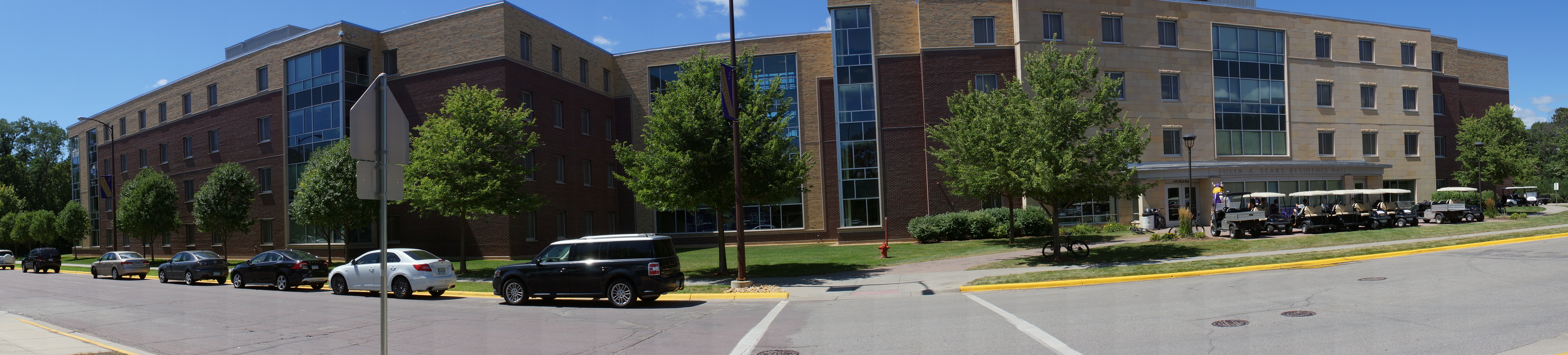
Julia Sears Sala de Residencia

La Minnesota el campus Universitario Estatal actualmente contiene 30 edificios extendidos encima 303 acres. El campus incluye encima alojamiento de campus en la forma de dorms para 3,000 residentes, edificios académicos, una biblioteca principal, una biblioteca de música, dos observatorios de astronomía, estaciones de búsqueda experimental para energía alternativa y renovable, un centro de recreación, un complejo de atletismo, un centro estudiantil, un centro de administración y encima 50 acres de campos de atletismo que incluyen el fútbol americano Blakeslee Estadio. La Minnesota hombres de Inconformistas Estatales es y los equipos de hockey de las mujeres también utilizan y tener espacio administrativo en el Verizon el centro Inalámbrico y el Todo #Arena de Estaciones localizaron fuera del campus.

## Campus de satélite

### Edina Campus
Este campus está localizado en 7700 Francia Ave. S. En Edina, Minnesota y sirve un cuerpo estudiantil diverso de las Ciudades de Gemelo del suroeste área metropolitana. Ofrendas de programa en este campus incluyen 12 undergraduate programa incluir bachelor grados, bachelors programas de conclusión, undergraduate menores y enseñando licensure. La Universidad de Estudios de Licenciado ofrece 23 licenciado programa incluir los grados del maestro en Contabilidad, Ingeniería, Liderazgo de Educación, Salud Comunitaria, los servicios Humanos que Planean y Administración, Administración Empresarial (MBA), Maestro de Administración Pública (MPA, Nursing, Educación de Salud Escolar y Educación Especial. Doctoral Los estudios son disponibles en esta ubicación para el Doctorado en Doctorado y Liderazgo Educativos en Nursing programas de Práctica. Además, el Edina el campus también proporciona continuar educación y outreach para áreas en ingeniería, nursing, enseñando y estudios urbanos.

### Owatonna Campus
Localizado en el lado de suroeste de Owatonna, Minnesota, el Owatonna la universidad y el centro Universitario estuvo establecido encima 27 acres por el estatales de conocer las necesidades de licenciados universitarios en el Owatonna área. Este sitio es una colaboración de Minnesota Universidad Estatal, Mankato, Universidad Central Del sur, y Riverland Universidad Comunitaria para proporcionar división más baja artes liberales, carrera y educación técnica, y licenciado y división superiores-estudios de nivel en una ubicación. En mediano 4,000 estudiantes atienden esta ubicación para-crédito coursework.

### Normandale Centro de sociedad
Un centro de sociedad estuvo establecido en 2012 para ofrecer muchos apuntaron bachelor grado en el área de Ciudades de Gemelo de suroeste en Normandale Universidad Comunitaria en Bloomington, Minnesota. Esta sociedad era una extensión de la demanda de existir en el área que la pericia de Estado de Minnesota podría ofrecer a través de tecnología flexible, aprendizaje en línea y ofreciendo personal en Normandale Universidad Comunitaria. Actualmente bachelor los grados están ofrecidos en Estudios de Comunicación, Educación Elemental, Ingeniería Integrada, Educación Especial y Estudios Organizativos Aplicados. Planes para ofrecer adicionales coursework es en sitio para el futuro en ambos el Centro de Sociedad con Universidad Estatal Metropolitana, y en colaboración con el Edina y Mankato Campus.

## Vida estudiantil
hay más de 200 grupos estudiantiles académicos, intramural deportes, liderazgo y organizaciones religiosas, honorary y fraternidades profesionales y sororities, y el interés especial agrupa que el alumnado puede unir. hay también un activo Panhellenic Consejo y Intrafraternity Consejo. Varias fraternidades activas están localizadas campus cercano incluyendo Phi Kappa Psi, Sigma Nu, Lambda Chi Alfa, Tau Kappa Epsilon, Sigma Chi, Phi Delta Theta, Sigma Alfa Epsilon y Delta Chi. Activo sororities incluir @– Alfa Chi Omega, Gamma Phi Beta, Alfa Sigma Alfa y Sigma Sigma Sigma.

### Gobierno estudiantil
El Senado Estudiantil proporciona liderazgo y acción de política como un consejo consultivo al cuerpo estudiantil. Él oversees asignaciones de costes de actividad estudiantiles, contrata una ayuda legal estudiantil, comunica con la facultad universitaria y liderazgo, proporciona apelaciones de grado, otorga una beca anual y opera un textbook programa/de reserva del alquiler para generalmente pidió libros.
La Minnesota la asociación Estudiantil Estatal representa Minnesota Universidad Estatal, Mankato alumnado en el Institucional, Lugareño, Estado y Federal gobernando niveles a través de escuchar a y voicing los pensamientos, ideas, y preocupaciones de todos los estudiantes. Defiende en behalf de alumnado universitario junto con la Minnesota Estatal Asociación Estudiantil Universitaria.

### LGBTC Centro de recurso
Minnesota Universidad Estatal, Mankato tiene el segundo más viejo LGBT centro de recurso para estudiantes en la nación. Este centro, originalmente nombró la "Oficina de Estilos de vida Alternativa", estuvo fundado por Mankato alumnus James Chalgren en 1977. El director actual del Centro es Jessica Flatequal. El Centro está localizado en el Centennial Unión Estudiantil y es una oficina independiente dentro de los Asuntos Estudiantiles Universitarios. Estado de Minnesota era también votado cuando uno de la parte superior 100 campus en la nación para GLBT alumnado según El Defender.

### Alojamiento estudiantil
Freshman Y sophomore el alumnado está animado para quedarse en el encima-campus alojamiento estudiantil. El alumnado opcionalmente puede escoger participar en el Aprendiendo Programa Comunitario. Este programa proporciona un entorno estructurado para incoming primero-alumnado de año para unir una sala de residencia que soportes su éxito académico por colocarles con estudiantes del mismo importantes, proporciona sesiones de estudio concretas importantes dirigieron por alumnado sénior y proporciona conexiones directas con facultad y personal.

## Atletismo

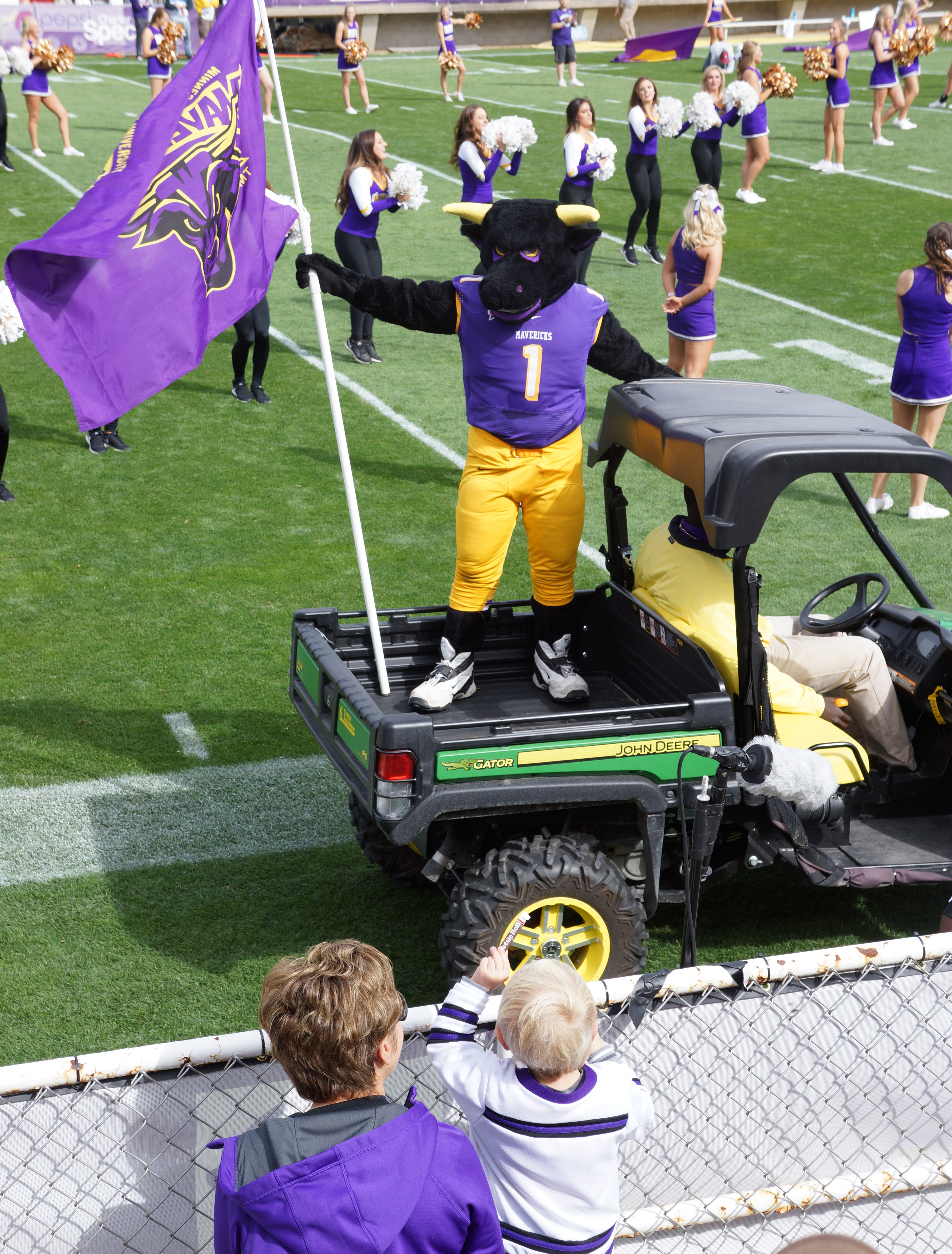
Stomper El Inconformista puede ser visto conduciendo la multitud durante acontecimientos escolares

Los equipos atléticos son sabidos como la Minnesota Inconformistas Estatales con colores escolares de morados y oro. Más de 500 estudiantes participan cada año en atletismo cada año para la Universidad. Ofrece los equipos en hombres es y el hockey y el baloncesto de las mujeres, fútbol, béisbol, golf, la natación de las mujeres, pista, país de cruz, el tenis de las mujeres, wrestling, fútbol, golf, voleibol, y softball. Los hombres es y los equipos de hockey del hielo de las mujeres tanto competir en el NCAA División yo Asociación de Hockey Colegial Occidental (WCHA), junto con cuatro otros equipos universitarios basados en Minnesota. Otros equipos atléticos universitarios empezaron competir en el Sol Del norte Intercollegiate Conferencia de NCAA División II en 2008@–09 siguiendo el disbandment de la Conferencia Central Del norte.
El escolar mascot es Stomper, el Inconformista, una caricatura de un salvaje steer. Es sabido para ayudar a rally los seguidores y multitudes en acontecimientos deportivos a través de varios antics. Pueda ser visto tan parte de giveaways y otras competiciones y es a menudo playfully agitando a niños. Varios acontecimientos, las ubicaciones y las áreas están nombradas para Stomper.
Minnesota equipos de atletismo Estatal han colocado favorably en competiciones nacionales en NCAA División II atletismo en varios deportes que incluyen hockey, fútbol, béisbol, el baloncesto de las mujeres, el baloncesto de los hombres, el campo & de pista de los hombres, wrestling, el fútbol de las mujeres y softball. Desde entonces 1993 los Inconformistas han capturado los campeonatos nacionales más individuales fuera de todo dieciséis universidades y universidades en la Conferencia de Sol Del norte. La 2015 Estación marcada el 14.º año recto que los Inconformistas han acabado en la parte superior 25 en el país en el nacional standings y séptimo Estado de Minnesota del tiempo ha posted un superior-cinco colocación para el Learfield Directores de Deportes' Taza. Ha también ganó el NSIC EE.UU. Amontonan Todo-Premio de Deportes 4 tiempo y colocado 2.º 2 tiempo durante el último periodo de seis años del 2008@–2015 estaciones de competición.
La Minnesota canción de lucha Estatal es La Minnesota Estatal Rouser también sabido como el Inconformista Rouser. Está jugado en absoluto los acontecimientos de atletismo así como otros acontecimientos junto con la canción escolar La Minnesota Himno Estatal. La Minnesota Estatal Universitario Marching la banda se apellida la Máquina Inconformista conduce entusiasmo y espíritu escolar en acontecimientos de atletismo.
Estado de Minnesota era la ubicación tradicional del campamento de formación del verano para la Minnesota Vikings equipo de Liga de Fútbol Nacional para 52 años. Cada año encima 60,000 seguidores viajaron a Blakeslee Estadio en la Minnesota atletismo de campus Universitario Estatal tierras para mirar práctica de equipo, fireworks, firmando acontecimientos, el seguidor conoce y saludar y otros acontecimientos. En 2017, el Vikings la propiedad anunció acabarían la tradición anual cuando construyeron una facilidad nueva en Eagan para ser completado en 2018. Una beca sola estuvo nombrada por el Vikings en la escuela después de la terminación del campamento. Críticos decried que el Vikings el equipo no más allá asiste la universidad, cualquiera con reparaciones al estadio o conmemoración más lejana del largo corriendo tradición.

### Renovaciones de facilidad y upgrades

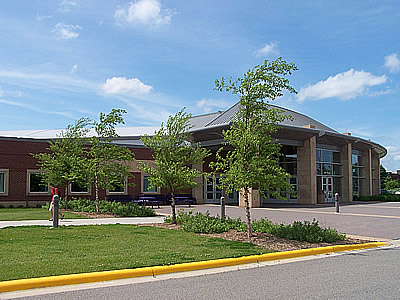
El Taylor Centra abierto en la Caída de 2000

El Taylor Centra abierto en la Caída de 2000, y estuvo hecho posible por las donaciones de alumnus Glen Taylor. La facilidad de 4,800 asientos alberga baloncesto Inconformista, voleibol y wrestling equipos. El MSU oficina de Admisiones es también localizada aquí y el 5,000 Sala de pies cuadrados de Campeonas exhibe la historia orgullosa de la Universidad. Además de MSU acontecimientos atléticos y otras actividades deportivas, Taylor Centra también anfitriones MSU commencement ceremonias, conferencias y conciertos importantes.
Expandido las instalaciones Atléticas Exteriores estuvieron construidas en la porción muy del sur del campus que incluye encima 20 acres de campos de béisbol nuevo, un campo de fútbol, un jogging pista, una estela, e instalaciones de poder de viento experimentales estuvieron completadas en 2008.

### En Ficción Popular
Una Minnesota ficticia la universidad Estatal era el encuadre principal para el Entrenador popular (serie de televisión). Aun así, el espectáculo estuvo filmado y retratado por Universitario de Iowa y otras universidades. En el tiempo el espectáculo televisivo estuvo filmado la institución era todavía bajo el nombre anterior, Mankato Universidad Estatal.

## Notable alumni
- Adrienne Armstrong @– productor Récord, diseñador de ropa, y mujer de Billie Joe Armstrong de la banda Día Verde[69][70]
- David Backes @– NHL delantero, Boston Bruins, EE.UU. de Equipo (Vancouver 2010[71])
- Bob Barrett (político) @– miembro de la Cámara de Representantes de Minnesota, también el Director de Búsqueda de Mercado para el Hazelden Fundación.[72]
- Adrian Batallas @– NFL guardia, Bahía Verde Packers[73]
- Lou Bellamy, fundador de Penumbra Compañía de Teatro
- Bob Pájaro (político) @– Alaskan organizador y político Republicanos
- David Bly @– miembro de la Cámara de Representantes de Minnesota
- Jerilyn Britz @– Profesional golfer, Minnesota Sala de Atletismo Inconformista Estatal de Fama
- LaMark Brown @– Auricular Ancho para el Hamilton Tigre-Gatos de la Liga de Fútbol canadiense[74]
- Ryan Carter @– NHL delantero, Diablos de New Jersey, 2006@–07 NHL Campeón de Taza del Stanley (Anaheim Patos)
- Jim Dilling @– jersey Alto, 2007 EE.UU. Campeón Exterior
- Barbara Fister @– autor, bloguero y bibliotecario
- Brandon Girtz @– 2007 NCAA Todo-americano wrestler, Artista Marcial Mixto actual para Bellator[75]
- Lt. Gen. Dennis Hejlik (USMC) @– Mandando general de Flota Fuerza Marina, Atlántico, y Orden de Fuerzas Marinas[76]
- Tim Jackman @– NHL delantero, Llamas de Calgary
- David M. Jennings @– Hablante anterior de la Casa, Cámara de Representantes de Minnesota
- Jon Kalinski @– NHL delantero, Aviadores de Filadelfia
- Travis Morin @– jugador de hockey Profesional y Liga de Hockey americano MVP[77]
- Brad Nessler @– comentarista de Deportes, ESPN/ESPN en ABC
- Zach Palmquist @– NHL Defensa, Minnesota Salvaje
- Melissa Peterman @– Actriz, Reba (serie de televisión)
- Gary J. Schmidt @– Assemblyman, Wisconsin Asamblea Estatal
- Stephanie Schriock @– Presidente, la lista de Emily, Director de Campaña Anterior para Senador Al Franken (D-MN)[78][79]
- Grant Stevenson @– NHL delantero, Augsburger Pantera del DEL
- Steve Strachan @– Miembro Anterior de la Cámara de Representantes de Minnesota, Sheriff Anterior de Condado de Rey, Washington
- Glen Taylor @– Fundador, Taylor Empresa y Dueño, Minnesota Timberwolves[80][81]
- Adam Thielen @– NFL Auricular Ancho, Minnesota Vikings[82][83]
- Arthur S. Thomas @– Jefe de Capellanes de la Fuerza de Aire de los EE. UU.[84][85]
- Steven Wagner @– NHL defenseman, Adler Mannheim[86][87]
- Andy Welti @– Representativo, Cámara de Representantes de Minnesota[88][89]
- Cedric Yarbrough @– Actor, Reno 911[90][91]!